# Patrícia Melo

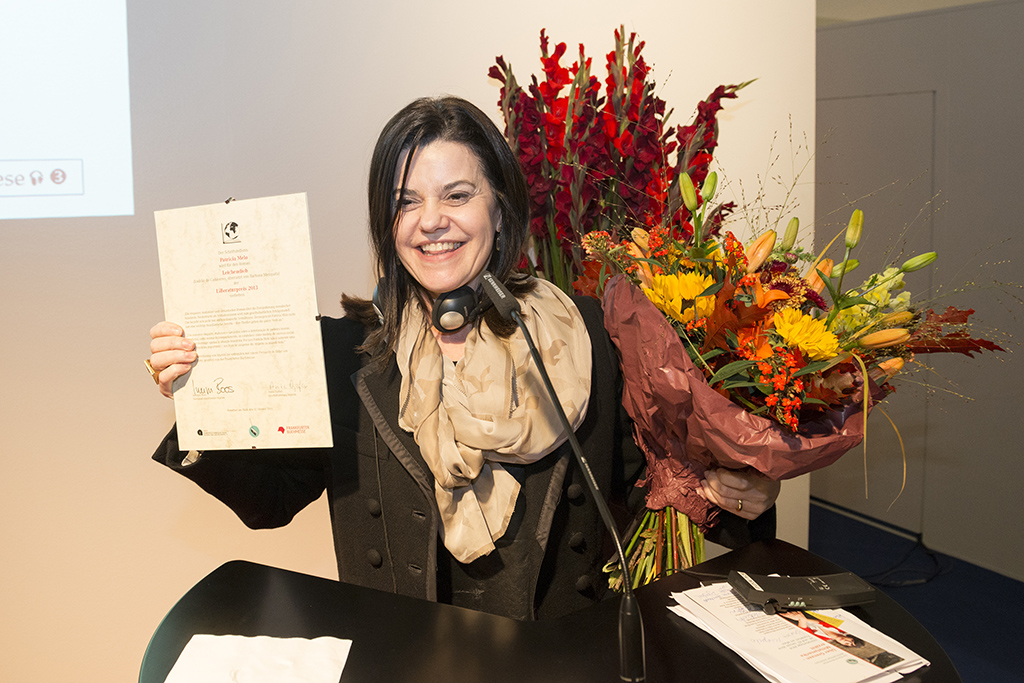
Patrícia Melo

Patrícia Melo (anhörenⓘ; * 2. Oktober 1962 in Assis, São Paulo) ist eine brasilianische Schriftstellerin hauptsächlich von Kriminalromanen.

## Leben
Melo veröffentlichte 1994 ihren ersten Kriminalroman. Seit 1998 schreibt sie auch Drehbücher für Film und Fernsehen. Ihre Romane, von denen mehrere ins Deutsche übersetzt wurden, sind sozialkritische Geschichten über Kriminalität und Gewalt im großstädtischen Brasilien. Seit 2012 ist Patrícia Melo mit dem Dirigenten John Neschling verheiratet und lebt in Lugano.

## Wirken
Patrícia Melo ist vor allem für ihre sozialkritischen und sorgfältig recherchierten Romane bekannt, in denen sie Missstände in der brasilianischen Gesellschaft verarbeitet. Ihr Werk zeichnet sich durch eine tiefe psychologische Einsicht und die Fähigkeit zur Schilderung komplexer Charaktere und deren Schicksale. Melo verwendet ihre literarische Plattform, um auf soziale Probleme wie Obdachlosigkeit, Gender-basierte Gewalt und Kriminalität hinzuweisen, wobei sie stets ein Licht auf die menschliche Widerstandsfähigkeit und den Willen zum Guten wirft. Melos Fähigkeit, ihre Geschichten mit einem Hauch von Magischem Realismus zu durchweben, trägt zur Einzigartigkeit und Kraft ihrer literarischen Stimme bei. Besonders hervorzuheben sind ihre Beiträge zum Genre des Noir-Krimis.
Melos Romane, darunter Die Stadt der Anderen und Der Nachbar, offenbaren die Dunkelheit und Gewalt, die in den urbanen und ländlichen Gebieten Brasiliens lauern.
Ihr Roman Die Stadt der Anderen beschäftigt sich mit dem harten Leben der Obdachlosen in São Paulo und bietet ein lebhaftes Porträt einer Gesellschaft am Rande des Abgrundes.
In The Simple Art of Killing a Woman setzt sie sich mit dem Thema Femizid auseinander und untersucht die tief verwurzelten Probleme von Gender-basierter Gewalt in Brasilien.

## Auszeichnungen
Im Laufe ihrer Karriere erhielt sie zahlreiche Auszeichnungen. So wurde sie im Jahr 2001 für ihren vierten Roman Inferno mit dem bedeutendsten brasilianischen Literaturpreis, dem Prêmio Jabuti de Literatura, ausgezeichnet. Im Jahr 1998 wurde sie mit dem Deutschen Krimipreis für O Matador ausgezeichnet.

## Werke

### Romane
- 1994: Acqua Toffana
  - Ich töte, du stirbst, dt. von Barbara Mesquita; Klett-Cotta, Stuttgart 2001. ISBN 3-608-93559-2
- 1995: O Matador
  - O Matador, dt. von Barbara Mesquita; Klett-Cotta, Stuttgart 1997. ISBN 3-608-93686-6
- 1998: Elogio da Mentira
  - Wer lügt gewinnt, dt. von Barbara Mesquita; Klett-Cotta, Stuttgart 1999. ISBN 3-608-93522-3
- 2000: Inferno
  - Inferno, dt. von Barbara Mesquita; Klett-Cotta, Stuttgart 2003. ISBN 3-608-93231-3
- 2003: Valsa Negra
  - Schwarzer Walzer, dt. von Barbara Mesquita: Droemer, München 2005. ISBN 3-426-19696-4
- 2006: Mundo Perdido
- 2008: Jonas, o Copromanta
- 2010: Ladrão de Cadáveres
  - Leichendieb, dt. von Barbara Mesquita; Tropen, Stuttgart 2013. ISBN 978-3-608-50118-6
- 2011: Escrevendo no escuro
- 2014: Fogo-Fátuo
  - Trügerisches Licht, dt. von Barbara Mesquita; Tropen, Stuttgart 2016. ISBN 978-3-608-50215-2
- 2017: Gog Magog
  - Der Nachbar, dt. von Barbara Mesquita; Tropen, Stuttgart 2018. ISBN 978-3-608-50387-6
- 2019 Mulheres Empilhadas
  - Gestapelte Frauen, dt. von Barbara Mesquita;  Union, Zürich 2021. ISBN 978-3-293-00568-6

### Drehbücher
- 1998: Traição – Fernsehserie, Drehbuch zu der Folge Cachorro!
- 2001: Bufo & Spallanzani – Verfilmung des Romans von Rubem Fonseca
- 2001: O Xangô de Baker Street
- 2003: O Homem do Ano – Verfilmung ihres Romans O Matador